# Les Aventures du Roi Pausole
Les Aventures du Roi Pausole (titolo in lingua tedesca: König Pausole) è un film del 1932 diretto da Alexis Granowsky.
Pellicola di produzione franco-austriaca tratta dal romanzo di Pierre Louÿs, Le avventure di re Pausole del 1901.

## Trama
Il simpatico e pacifico re Pausole regna su una terra di fantasia denominata Trypheme. Questa si trova su un'isola lontana da tutto e non segnata su alcuna carta geografica. Il simpatico monarca è la gentilezza personificata e possiede un superbo harem di 365 mogli, in modo che possa avere ogni giorno una nuova regina, un nuovo volto intorno a lui … quando gli pare. Della libertà godono anche gli altri cittadini di Trypheme, non al contrario le regine. Esse sono quindi veramente sfortunate, per dover essere fedeli solo a un uomo, il loro felice monarca. Il dispotico cancelliere Taxis e la supergovernante Perchuque vigilano severamente, affinché questa forzata pudicizia venga rigorosamente osservata.
La bella Diane, che oggi dovrà essere la "regina per un giorno", si sforza, come prima già le precedenti regine, ostinate con Pausole, di spezzargli un dente. Il grasso re si angoscia per una sola preoccupazione, quella sulla sua figlioletta Aline. Lei, benché ormai diciottenne, si è innamorata follemente del bel pilota sportivo Giglio, che è atterrato con il suo velivolo sulla spiaggia dell'isoletta riservata alle regine.
Entrare in questo harem è ovviamente assolutamente vietato e così Giglio viene "rinchiuso" nella prigione del paese, che è così libera e così amichevole come tutto a Trypheme: nessun muro, nessuna grata per una piscina all'interno della corte. Pausole invita lo spavaldo giovanotto a festeggiare per l'occasione il compleanno della figlia Aline. La quale cerca di spiegare chiaramente al padre di essere innamorata di Giglio. Ma lei non gli viene concessa.
Perciò Aline, insieme alla sua migliore amica Mirabelle, fugge attraverso il diventato stretto muro del palazzo. Lei sta già per tornare a casa, quando Giglio la trattiene. Pausole si mette subito alla ricerca della figlia, volendo trovare anche Giglio. Ma la ricerca è piuttosto faticosa per il corpulento re ed egli lascia Giglio da solo a indagare, mentre lui rimane indietro con la sua regina del giorno, Diana, e progressivamente incomincia ad abituarsi al pensiero, di tenere per sempre questa donna con sé.
Intanto le 364 rimanenti mogli dell'harem, "regine per un giorno" tentano una rivolta di palazzo. Esse sono tutte stufe della tutela e guinzaglio di Taxis e Perchuque. Anche Pausole, al ritorno a casa dal viaggio di ricerca, incomincia a rendersi conto che 365 donne per un solo uomo sono troppe.
Esiliato quindi Taxis, egli vuole solo Diana e nessun'altra. E poiché Aline e Giglio si sono trovati, egli non ha più bisogno di preoccuparsi per il suo erede.

## Produzione
Il film fu girato da settembre fino alla fine di novembre 1932 a Vienna nel Tobis-Sascha-Atelier e infine (metà dicembre 1932) negli Studios di Billancourt a Parigi. Gli esterni sono stati girati ad Antibes nel Mediterraneo.
I produttori austriaci avevano condiviso le attese di poter ottenere con questo film, con Emil Jannings come protagonista, un successo di cassa in Germania. Poco dopo aver girato il film, i nazisti presero il potere a Berlino. Le nuove autorità preposte alla censura ne rifiutarono la proiezione (soprattutto per motivi morali) nel Reich, così il film ebbe la sua première in lingua tedesca il 30 agosto 1933 verso le 21 e 15 nel Wiener Löwe-Kino di Vienna, alla presenza di Emil Jannings. La distribuzione nelle sale ebbe inizio il giorno successivo. In Francia la distribuzione nelle sale del film ebbe inizio il 15 dicembre 1933.
Le realizzazioni furono gestite da Pierre Schildknecht e Marcel Vertès.
Jannings recitò anche nella versione per il pubblico di lingua inglese dal titolo The Merry Monarch, mentre il suo ruolo nella versione originale francese fu interpretato da André Berley. Nessuna delle tre versioni ebbe un gran successo, né di pubblico né di critica.

## Colonna sonora
Nel corso del film vengono cantate due canzoni:
- Hörst Du, wie leise der Nachtwind rauscht? (Senti come soffia lieve il vento della notte?)
- Von Dir hab' ich geträumt (Ho sognato di te)

che furono edite dalla Dacapo-Verlag di Vienna.